# Серк, Лео Акселевич
Лео А́кселевич Серк (полное имя Лео-Георг Акселевич Серк; 17 октября 1882, Варварополье, Екатеринославская губерния, Российская империя — 6 июля 1954, Москва, СССР) — русский и советский инженер, архитектор и преподаватель, специалист в области промышленной архитектуры. Член-корреспондент Академии архитектуры СССР (1941), доктор технических наук, профессор. Один из разработчиков свода строительных норм и правил СССР. Автор ряда работ и учебных пособий по промышленной архитектуре.

## Биография
Родился 17 октября 1882 года[по какому календарю?] в Варварополье. Племянник доктора медицины, одного из основоположников Петербургской школы врачей-педиатров Юлия Петровича Серка.
В 1902 году окончил с золотой медалью 6-ю Санкт-петербургскую гимназию; в 1908 году — Петербургский институт гражданских инженеров со званием гражданского инженера. Состоял архитектором акционерных обществ «Соединенные кабельные заводы», «Сименс и Гальске», «Сименс-Шуккерт». Владел в Санкт-Петербурге инженерно-архитектурным бюро «Л. А. Серк и К», которое выполняло проекты, давало консультации, вело инженерные расчёты и технический надзор за постройками. Бюро имело собственный деревообделочный завод и столярно-строительную фабрику. В дореволюционный период по проектам Л. А. Серка и инженеров его бюро было построено свыше 100 промышленных зданий в Санкт-Петербурге, Нижнем Новгороде и Подмосковье. По оценке С. О. Хан-Магомедова, в дореволюционный период Л. А. Серк был одним из крупнейших специалистов в архитектуре промышленных сооружений.
С 1918 года работал в Москве — сначала в Комгосооре, затем в Госстрое (с 1920). В 1922—1923 годах под руководством А. В. Кузнецова работал на сооружении павильонов Всероссийской сельскохозяйственной и кустарно-промышленной выставки. В 1927—1928 годах возглавлял комиссию при Совете Труда и Обороны по подготовке Строительного устава СССР.
В 1923 г. возглавлял кафедру строительного искусства в Московской горной академии. С начала 1930-х годов работал в Московским инженерно-строительном институте и Московском архитектурном институте. С 1935 года возглавлял кафедру проектирования промышленных и гражданских зданий и сооружений с конструктивным проектированием, а в 1937—1954 годах — кафедру архитектуры гражданских и промышленных зданий. Вёл исследования по типизации и унификации геометрических параметров и крановых нагрузок промышленных зданий. Работавшие под началом Серка учёные сформировали научную школу, получившую известность как «Архитектурная школа Л. Серка», а затем как «Архитектурная школа МИСИ». С 1939 года вёл разработку нового «Урочного уложения», включавшего свод строительных норм и правил (СНиП). Правила были утверждены вскоре после смерти учёного.
Во время войны вместе с институтом некоторое время находился в эвакуации в Новосибирске, занимался созданием строительных технологий для восстановления разрушенных промышленных объектов. В 1944—1945 годах руководил комиссией технического совета Министерства тяжёлого машиностроения СССР.
Умер 6 июля 1954 года в Москве; похоронен на Введенском кладбище (5 уч.).

## Проекты и постройки
- Казённый Завод Военных Самоходов (Мытищи)[11];
- Солодовня пивоваренного завода «Бавария» (Санкт-Петербург, Петровский проспект, 9)[4];
- Фильтроозонная станция, совместно с В. В. Старостиным (Санкт-Петербург, Пеньковая улица, 8)[4];
- Здания АО «Сименс и Шуккерт», «Сименс и Гальске», «Треугольник» (Санкт-Петербург)[4];
- Участие в сооружении павильонов Всероссийской сельскохозяйственной и кустарно-промышленной выставки (1922—1923, Москва, у Крымского моста), не сохранились[6];
- Показательные жилые дома (1923, Москва, Верхняя Красносельская улица)[12];
- Новый корпус Даниловской камвольной прядильни им. М. И. Калинина, совместно с А. В. Чеботарёвым (1927—1928, Москва, Варшавское шоссе)[13].

## Награды
- орден Ленина[10]
- орден «Знак Почёта»[10]

## Труды
- Серк Л. А. Архитектура промышленных зданий. (Промышленное зодчество). — М.—Л: Государственное издательство, 1928.
- Серк Л. А. Промышленная архитектура: Курс проектирования промышленных зданий. — М.—Л: Главная редакция строительной литературы, 1935. — Т. I—II.
- Серк Л. А. Курс архитектуры: Гражданские и промышленные здания. — М.—Л: Стройиздат, 1938—1940. — Т. I—III.
- Серк Л. А. Сборник заданий для домашних работ по архитектуре: (По разделам архитектурно-конструкт. композиций). — М.: Инж.-строит. ин-т им. В. В. Куйбышева., 1938.
- Основы строительного дела / Под ред. Л. А. Серка. — М.—Л: Стройиздат, 1938.
- Серк Л. А. Модулировка каменных стен. — М.: Стройиздат, 1946.
- Серк Л. А. Основы строительной техники и архитектуры: (Учебное пособие). — М.: Стройиздат, 1947.
- Серк Л. А. Введение в строительную технику: (Учеб. пособие для строит. ин-тов и фак.). — М.: Гос. изд-во лит. по строительству и архитектуре, 1953.